# Romed Baumann
Romed Baumann (ur. 14 stycznia 1986 w Hochfilzen) – austriacki narciarz alpejski, trzykrotny medalista mistrzostw świata i czterokrotny medalista mistrzostw świata juniorów. Od sezonu 2019/2020 reprezentuje Niemcy.

## Kariera
Startuje we wszystkich konkurencjach alpejskich. Po raz pierwszy na arenie międzynarodowej pojawił się 24 listopada 2001 roku w Jerzens, gdzie w zawodach FIS Race zajął 62. miejsce w gigancie. W 2004 roku wystartował na mistrzostwach świata juniorów w Mariborze, zdobywając złoty medal w zjeździe. Jeszcze dwukrotnie startował na imprezach tego cyklu, zdobywając srebrne medale w zjeździe i slalomie podczas mistrzostw świata juniorów w Quebecu w 2006 roku.
W zawodach Pucharu Świata zadebiutował 10 marca 2004 roku w Sestriere, zajmując 26. miejsce w zjeździe. Tym samym już w swoim debiucie wywalczył pierwsze pucharowe punkty. Na podium zawodów tego cyklu po raz pierwszy stanął 10 grudnia 2006 roku w Reiteralm, kończąc superkombinację na drugiej pozycji. W zawodach tych rozdzielił Ivicę Kostelicia z Chorwacji i Francuza Pierricka Bourgeata. Najlepsze wyniki osiągnął w sezonie 2010/2011, kiedy zajął siódme miejsce w klasyfikacji generalnej, a w klasyfikacji zjazdu był piąty. Ponadto w sezonach 2008/2009 i 2011/2012 zajmował trzecie miejsce w klasyfikacji superkombinacji.
Na mistrzostwach świata w Garmisch-Partenkirchen w 2011 roku wspólnie z kolegami i koleżankami z reprezentacji zdobył srebrny medal w zawodach drużynowych. Na tych samych mistrzostwach był też między innymi czwarty w zjeździe, przegrywając walkę o medal z Włochem Christofem Innerhoferem o 0,34 sekundy. Na rozgrywanych dwa lata później mistrzostwach świata w Schladming wywalczył brązowy medal w superkombinacji, w której lepsi byli tylko Ted Ligety z USA i Ivica Kostelić. Ponadto był też czwarty w superkombinacji podczas mistrzostw świata w Vail/Beaver Creek w 2015 roku, gdzie w walce o podium lepszy o 0,08 sekundy okazał się Ted Ligety. W 2010 roku wystartował na igrzyskach olimpijskich w Vancouver, zajmując piąte miejsce w gigancie. Brał też udział w igrzyskach w Soczi w 2014 roku, gdzie superkombinację ukończył na czternastej pozycji.

## Osiągnięcia

### Igrzyska olimpijskie
| Miejsce | Dzień     | Rok  | Miejscowość     | Konkurencja     | Czas biegu | Strata | Zwycięzca      |
| ------- | --------- | ---- | --------------- | --------------- | ---------- | ------ | -------------- |
| DNF1    | 21 lutego | 2010 | Whistler        | Superkombinacja | 2:44,92    | –      | Bode Miller    |
| 5.      | 26 lutego | 2010 | Whistler        | Gigant          | 2:37,83    | +0,97  | Carlo Janka    |
| 14.     | 14 lutego | 2014 | Krasnaja Polana | Superkombinacja | 2:47,59    | +2,39  | Sandro Viletta |
| 13.     | 7 lutego  | 2022 | Pekin           | Zjazd           | 1:42,69    | +1,15  | Beat Feuz      |
| 7.      | 8 lutego  | 2022 | Pekin           | Supergigant     | 1:19,94    | +1,16  | Matthias Mayer |

### Mistrzostwa świata
| Miejsce | Dzień     | Rok  | Miejscowość        | Konkurencja     | Czas biegu | Strata | Zwycięzca           |
| ------- | --------- | ---- | ------------------ | --------------- | ---------- | ------ | ------------------- |
| 7.      | 8 lutego  | 2007 | Åre                | Superkombinacja | 2:28,99    | +0,99  | Daniel Albrecht     |
| 8.      | 9 lutego  | 2009 | Val d’Isère        | Superkombinacja | 2:23,00    | +2,21  | Aksel Lund Svindal  |
| 6.      | 9 lutego  | 2011 | Ga-Pa              | Supergigant     | 1:38,31    | +1,48  | Christof Innerhofer |
| 4.      | 12 lutego | 2011 | Ga-Pa              | Zjazd           | 1:58.41    | +1.10  | Erik Guay           |
| DNF1    | 14 lutego | 2011 | Ga-Pa              | Superkombinacja | 2:54,51    | –      | Aksel Lund Svindal  |
| 2.      | 16 lutego | 2011 | Ga-Pa              | Drużynowo       | –          | –      | Francja             |
| 11.     | 18 lutego | 2011 | Ga-Pa              | Gigant          | 2:10,56    | +1,21  | Ted Ligety          |
| 8.      | 6 lutego  | 2013 | Schladming         | Supergigant     | 1:23,96    | +1,21  | Ted Ligety          |
| 3.      | 11 lutego | 2013 | Schladming         | Superkombinacja | 2:56,96    | +1,17  | Ted Ligety          |
| 4.      | 8 lutego  | 2015 | Vail/Beaver Creek  | Superkombinacja | 2:36,48    | +0,38  | Marcel Hirscher     |
| 12.     | 13 lutego | 2017 | Sankt Moritz       | Superkombinacja | 2:26,33    | +1,12  | Luca Aerni          |
| 14.     | 11 lutego | 2019 | Åre                | Superkombinacja | 1:47,71    | +1,99  | Alexis Pinturault   |
| 2.      | 11 lutego | 2021 | Cortina d’Ampezzo  | Supergigant     | 1:19,41    | +0,07  | Vincent Kriechmayr  |
| 14.     | 14 lutego | 2021 | Cortina d’Ampezzo  | Zjazd           | 1:37,79    | +1,30  | Vincent Kriechmayr  |
| DNS2    | 7 lutego  | 2023 | Courchevel/Méribel | Kombinacja      | 1:53,31    | -      | Alexis Pinturault   |
| 27.     | 9 lutego  | 2023 | Courchevel/Méribel | Supergigant     | 1:07,22    | +1,88  | James Crawford      |
| 19.     | 12 lutego | 2023 | Courchevel/Méribel | Zjazd           | 1:47,05    | +1,80  | Marco Odermatt      |

### Mistrzostwa świata juniorów
| Miejsce | Dzień     | Rok  | Miejscowość  | Konkurencja | Czas biegu | Strata    | Zwycięzca            |
| ------- | --------- | ---- | ------------ | ----------- | ---------- | --------- | -------------------- |
| 1.      | 10 lutego | 2004 | Maribor      | Zjazd       | 1:09,61    | –         | –                    |
| DNF     | 12 lutego | 2004 | Maribor      | Supergigant | 1:17,49    | –         | Hans Olsson          |
| 28.     | 13 lutego | 2004 | Maribor      | Gigant      | 2:17,40    | +3,84     | Jeffrey Harrison     |
| 12.     | 14 lutego | 2004 | Maribor      | Slalom      | 1:33,33    | +3,03     | Raphael Fässler      |
| 5.      | 15 lutego | 2004 | Maribor      | Kombinacja  | 32,84 pkt  | +9,70 pkt | François Bourque     |
| 12.     | 23 lutego | 2005 | Bardonecchia | Zjazd       | 1:25,58    | +1,56     | Rok Perko            |
| DNS1    | 24 lutego | 2005 | Bardonecchia | Slalom      | 1:24,10    | –         | Filip Trejbal        |
| 22.     | 25 lutego | 2005 | Bardonecchia | Supergigant | 1:25,20    | +1,35     | Michael Gmeiner      |
| 2.      | 2 marca   | 2006 | Québec       | Zjazd       | 1:27,26    | +0,29     | Christopher Beckmann |
| DNF     | 4 marca   | 2006 | Québec       | Supergigant | 1:11,81    | –         | Michael Sablatnik    |
| 2.      | 5 marca   | 2006 | Québec       | Slalom      | 1:32,98    | +0,16     | Mikkel Bjørge        |
| 5.      | 6 marca   | 2006 | Québec       | Gigant      | 2:20,50    | +1,66     | Stefan Guay          |

### Puchar Świata

#### Miejsca w klasyfikacji generalnej
- sezon 2006/2007: 46.
- sezon 2007/2008: 42.
- sezon 2008/2009: 19.
- sezon 2009/2010: 19.
- sezon 2010/2011: 7.
- sezon 2011/2012: 13.
- sezon 2012/2013: 27.
- sezon 2013/2014: 37.
- sezon 2014/2015: 14.
- sezon 2015/2016: 18.
- sezon 2016/2017: 42
- sezon 2017/2018: 47.
- sezon 2018/2019: 90.
- sezon 2019/2020: 61.
- sezon 2020/2021: 24.
- sezon 2021/2022: 35.
- sezon 2022/2023: 22.

#### Miejsca na podium w zawodach
1. Reiteralm – 10 grudnia 2006 (superkombinacja) – 2. miejsce
2. Sestriere – 22 lutego 2009 (superkombinacja) – 1. miejsce
3. Val d’Isère – 11 grudnia 2009 (superkombinacja) – 3. miejsce
4. Lake Louise – 28 listopada 2010 (supergigant) – 3. miejsce
5. Val Gardena – 18 grudnia 2010 (zjazd) – 2. miejsce
6. Kitzbühel – 23 stycznia 2011 (kombinacja) – 3. miejsce
7. Kitzbühel – 21 stycznia 2012 (zjazd) – 2. miejsce
8. Chamonix – 4 lutego 2012 (zjazd) – 2. miejsce
9. Chamonix – 5 lutego 2012 (superkombinacja) – 1. miejsce
10. Garmisch-Partenkirchen – 28 lutego 2015 (zjazd) – 2. miejsce
11. Soldeu – 15 marca 2023 (zjazd) – 2. miejsce

- W sumie (2 zwycięstwa, 6 drugich i 3 trzecie miejsca).